# Lorenzo Bianchini (pittore)
Lorenzo Bianchini (Udine, 15 giugno 1825 – Udine, 2 gennaio 1892) è stato un pittore italiano, uno dei pittori di maggior successo dell’Ottocento in Friuli.

## Biografia

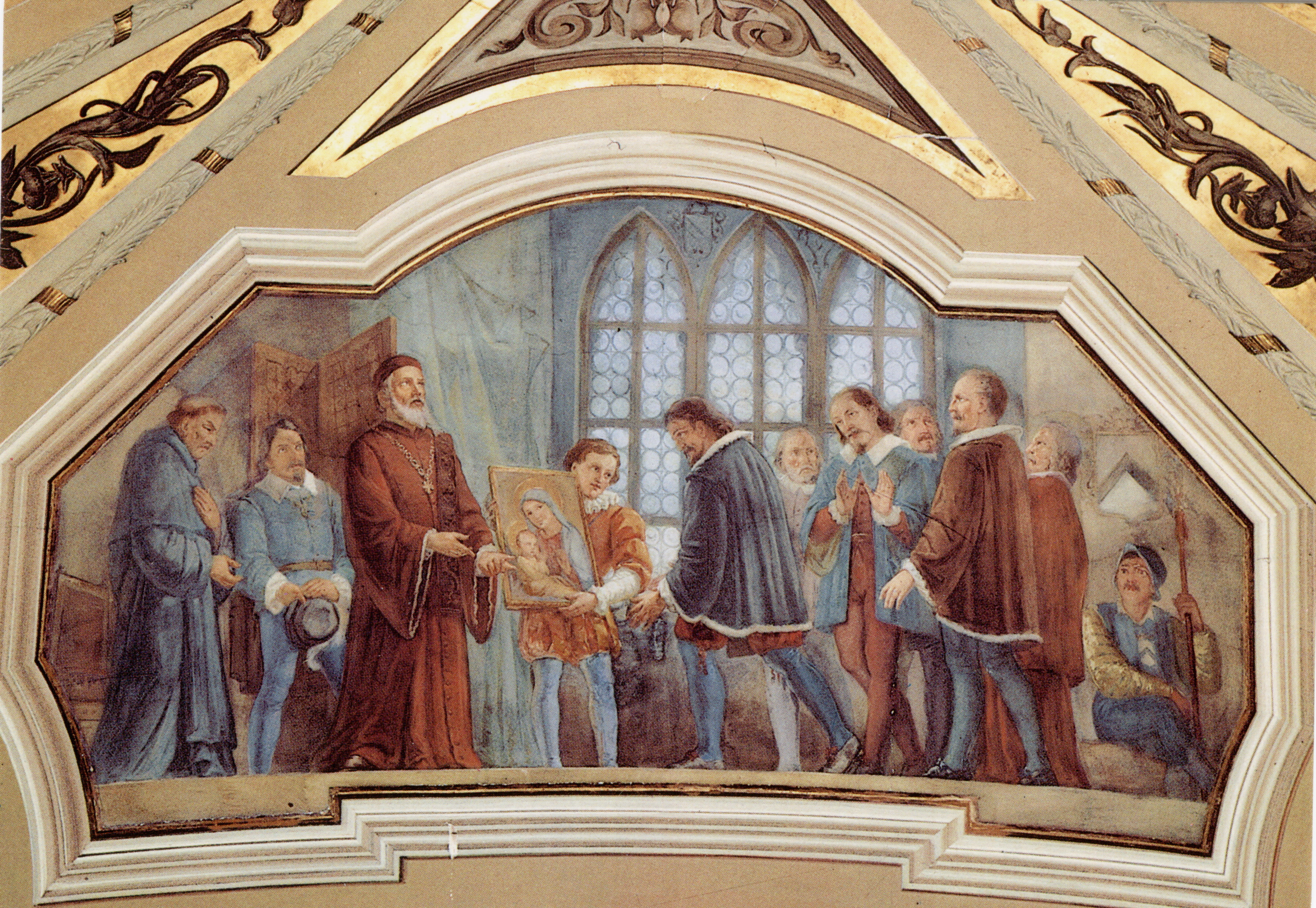
Il luogotenente Giovanni Emo dona l'icona miracolosa, Decorazione del soffitto del Santuario della Beata Vergine delle Grazie

Si formò a Udine presso la scuola di figura di Giovanni Mattioni e partecipò alle esposizioni udinesi del 1855 e del 1856, dove ebbe modo di far conoscere la sua pittura priva di fremiti, ma cordiale e tradizionale. Dopo le prime esperienze nella pittura di genere e nell'ornato, si dedicò quasi esclusivamente all'arte sacra, lasciando numerosissimi affreschi e pale d’altare nelle chiese friulane. Venne apprezzato dalla committenza e dai fedeli, soprattutto per la sua pittura di facile comprensione, ossequiosa all'iconografia tradizionale.
Nel 1870 fu scelto per affrescare la volta della cappella della Vergine nel Santuario della Beata Vergine delle Grazie. Il Bianchini sfruttò le  decorazioni realizzate da Ferdinando Simoni e raffigurò, in riparti di forma ovale, otto angeli che simboleggiano i principali titoli con i quali è invocata la Vergine: le Grazie, l'Annunziata, la Natività, l'Immacolata concezione, i Dolori, il Rosario, il Carmine, l'Assunta; nei pennacchi sono presenti i quattro Dottori della Chiesa.
Le opere realizzate incontrarono il gusto del tempo e di conseguenza gli vennero commissionati anche i lavori dell’abside e del soffitto della navata. Tra il 1884 ed il 1886 furono affrescate le tre campate della volta della navata, suddivise in vele, con raffigurazioni relative alla storia del santuario. Nella lunetta sulla parete di ingresso, a ricordare la leggendaria provenienza dell'immagine miracolosa della Madonna, è raffigurato il dono della icona della Madonna delle Grazie fatto dal sultano Maometto II al cavalier Giovanni Emo, rappresentante della Repubblica veneta a Costantinopoli, al momento della sua partenza. Gli impegnativi dipinti, condotti su vaste superfici, appaiono qualitativamente modesti, opera di un buon mestierante, privo forse di fantasia, ma attento e diligente descrittore. In ogni caso il Bianchini divenne molto popolare nel Friuli del tempo, quando era in pieno sviluppo un'intensa attività edilizia per la realizzazione o di ristrutturazione di edifici religiosi. Suoi affreschi sono presenti nelle chiese di San Giacomo e del Redentore di Udine, in quelle di San Rocco a Villesse (1863), Santa Maria Maggiore a Visco (1870 circa), Nogaredo al Torre (1874), Santa Maria Annunziata a Romans d'Isonzo (1876), San Martino Vescovo a Tapogliano (1876), Santa Maria a Villa Vicentina (1880), Lovaria (1880), Segnacco (1875-1880), Lumignacco (1881), Santa Maria di Sclaunicco, San Lorenzo di Sedegliano (1886), Sant'Antonio Abate a Sedegliano (1887 circa), Sant'Andrea Apostolo a Budoia (1891), Sant'Ignazio a Gorizia (1891) e altre ancora. Eseguì anche dipinti e pale d'altare per le chiese di Adorgnano, Godia (1858), Ravosa (1858), Gradisca d'Isonzo (1863), Lusevera (1869), Gorto (1874), Stella di Tarcento (1882), Sedegliano (1883), Codroipo (1883), Porzûs (1887), Umago (1889), Pradamano (1890), Lugugnana (1890), Ampezzo, Cormons (1891), Viscone, Torreano di Martignacco, Tavagnacco e altre ancora. È anche autore delle Vie crucis per la chiesa di Sant'Andrea a Buia, del duomo di Ampezzo e delle chiese di Canebola, Carpeneto, San Marco del Friuli, di San Giorgio a Udine (1883). Si ricorda infine l’esecuzione di gonfaloni (ad esempio a Fossalta di Portogruaro, 1859) e di alcuni restauri.